# John Curtis (uitvinder)
John B. Curtis (Maine, 10 oktober 1827 – 13 juni 1897) vond in 1848 de eerste commerciële kauwgom uit, onder de naam Main Pure Spruce Gum. Aanvankelijk produceerde hij kauwgum verkregen uit het sap van bomen, met name sap van de spar (Picea), maar in 1850 ging hij over op het gebruik van paraffine, gewonnen uit aardolie, als basis van de gum. Paraffine leverde een betere kwaliteit kauwgum dan het dennensap, mede omdat het veel minder verontreinigingen en geen bijsmaak had.